# Io non so parlar d'amore
Io non so parlar d'amore (укр. «Я не вмію говорити про любов») — студійний альбом італійського співака та кіноактора Адріано Челентано, що вийшов 6 травня 1999 року на його власному лейблі «Clan Celentano». Перший альбом у співпраці Челентано з Джанні Беллою і Моголом.

## Про альбом

### Передумови
З випуском альбому «Io non so parlar d'amore», у творчості Адріано Челентано почалася нова дуже продуктивна та успішна епоха — співпраці з композитором Джанні Белла і поетом-пісенником Моголом, протягом якої між 1999—2007 роками вийшло п'ять студійних альбомів. Могол вже писав тексти до деяких пісень Челентано ще у 1960-ті роки.
На думку італійського музичного та театрального критика, Массіміліано Бенеджі, альбом «Io non so parlar d'amore» ознаменував собою «велике повернення» Челентано на сцену після випуску «малозрозумілих» критикам альбомів. Після успіху телешоу «Fantastico» 1987 року, для Челентано почалося десятиліття труднощів, які були улюбленими темами преси: альбом «Il re degli ignoranti» 1991 року був дуже далекий від «творчого генія» співака, а наступний альбом, «Quel Punto», 1994-го, став комерційно провальним через судові позови ді-джея, що створив ремікс до нього. Альбом «Arrivano gli uomini» 1996 року також не мав комерційного успіху, попри велику рекламну компанію на телебаченні. Після випуску у 1998 році альбому «Mina Celentano» в італійської публіки «відродилася любов» до артиста, але Челентано цього було недостатньо: він хотів «дати ще більше», і не тільки в «музичному ключі», тому співпраця з Моголом і Беллою була «чудовою можливістю» для цього.

### Виробництво
Диск складався з 13 композицій, серед них була лише одна кавер-версія — раніше опублікована пісня «Mi domando», яку Джанні Белла спочатку написав у 1984 році для свого студійного альбому «G.B.2», потім її записала його сестра, Марчелла Белла, для свого альбому «Verso l'ignoto…» 1990 року. Частина тексту пісні «Sarai uno straccio» міститься у буклеті попереднього альбому «Mina Celentano».
Альбом записувався у 1998—1999 роках на студіях «Air Studio» (Гальб'яте), «Blues Studio» (Монцуно) і «Top Studio Savio» (Равенна). Струнний оркестр, для запису альбому, був поставлений диригентом Ренато Серіо та записаний у «Forum Music Village» в Римі Лучано Торані.
Крім Белли, Могола і Челентано, у написанні пісень взяли участь й інші автори: Маттео Ді Франко, Карло Мадзоні, Марко Ваккаро і Фіо Дзанотті, який також створював аранжування до альбому. Більшість цих авторів вже співпрацювала з Челентано раніше: Ваккаро брав участь у написанні пісні «Dolly» для альбому співака «Mina Celentano» (1998); Мадзоні написав пісню «Cosi come sei», а Дзанотті створив аранжування до альбому «Arrivano gli uomini» (1996). Це другий альбом Челентано, у записі якого брав участь американський гітарист Майкл Томпсон, за що співак подякував йому, вказавши на обкладинці диску слова англійською «Thank you Friend!» («Дякую тобі, Друже!»). Челентано взяв участь у написанні лише двох пісень «Una rosa pericolosa» й «Sarai uno straccio».
«Io non so parlar d'amore» видавався у форматах CD, LP і касет, також він увійшов до бокс-сету Челентано «Questa E' la Storia di Uno di Noi» 1999 року. Обкладинка альбому, чорно-білого кольору, спереду містила портретне зображення Челентано в окулярах, на її задній стороні співак сидів прикривши обличчя рукою (це фото також використовувалося для оформлення всіх синглів альбому).

### Складова
Основною темою пісень альбому-першої колаборації Могола-Белла, які написали більшість треків, була любов, оспівана Челентано у всіх її проявах: від згаслого кохання між зрілим чоловіком і жінкою («L'emozione non ha voce») — до любові до друга, що зник назавжди («L'arcobaleno»), та до ревнощів до коханої жінки («Gelosia», «Una rosa pericolosa», «Il sospetto»). Протягом всього альбому аранжування пісень, створене Фіо Дзанотті, виконується з різним темпом, іноді навіть з різкими перепадами, як від ритмічного в стилі рок — до спокійного з меланхолійними інтонаціями. За жанром музики — альбом був виконаний, як поп та поп-рок. «Qual'è la direzione» була єдиною піснею альбому де використовуалися звукові ефекти у вигляді нарізок діалогів з різних телепередач.
Особливістю альбому стала пісня «L'arcobaleno» («Веселка»), присвячена знаменитому італійському музикантові Лучіо Баттісті, другу Адріано Челентано і Могола, який помер у віці 55 років, 9 вересня 1998 року, приблизно за чотири місяці до виходу альбому. Текст пісні — це, по суті, розповідь від першої особи, адресована померлою людиною її другу («Я пішов так раптово, що не встиг привітатися»). Челентано, під враженням від прослуховування пісні «L'arcobaleno», отриманної від Могола та Белли, записав її у себе вдома пізно вночі і вирішив включити її в альбом, не перезаписуючи потім. Пронизлива і меланхолійна за складовою пісня «L'arcobaleno» також багато в чому сприяла успіху альбому Челентано. Веселка, головний предмет пісні, була обрана тому, що вона символізує дружбу, а також є символічним «союзом» між потойбічним життям і земним світом.

### Назва
Назвою альбому послужив перший рядок другої пісні альбому,«L'emozione non ha voce», який перекладається, як «Я не вмію говорити про любов». Цей рядок був обраний для назви альбому після того як успіх пісні став очевидним для Челентано. Спочатку Челентано ставився скептично та критично до всіх творів, які йому запропонували Могол та Белла, але коли йому дали послухати пісні, втрутилась Клаудія Морі: «Якщо ти їх не приймеш, ти божевільний!», після чого він погодився записати їх.

### Комерційний успіх
Вийшов лише через рік після дуже успішного альбому Челентано «Mina Celentano», «Io non so parlar d'amore» став одним з найуспішніших дисків в кар'єрі співака, він посідав 1 сходинку італійського чарту 11 тижнів і входив у його «топ-50», згідно класифікації FIMI, протягом 101 тижня поспіль. З 6 січня 2000 року (35 тиждень у рейтингу FIMI) до 14 вересня 2000 року (71 тиждень) він входив до топ-20. «Io non so parlar d'amore» став найпродаванішим альбомом Італії за період з другої половини 1999 року й до кінця 2001 року. Було заздалегідь замовлено 150.000 екземплярів й продано 2.200.000 копій. Вподальшому, згідно рейтингу IFPI, в Італії він став тричі «діамантовим» (продано більше 1.8 копій) і «платиновим» за європейською класифікацією (продано більше 1 мільйона копій). У 2009 році альбом став «золотим» в Італії, згідно класифікації FIMI (продажі склали більше 25 000 копій). Успіх альбому також зміцнила телевізійна програма «Francamente me ne infischio», яка ознаменувала повернення Челентано, як ведучого, на телеканал Rai 1.
Враховуючи великий успіх, альбом кілька разів перевидавався на CD (997 4 97368 2 і CLN 20452) і піддавався ремастерингу в 2010 році (CLN 2076-CCC Mondadori edition) і в 2011 році (CLN 2045).

### Оцінки критиків
Альбом отримав високі оцінки від італійських критиків. Сайт «AllMusic» дав альбому чотири зірки з п'яти.
У 2019 році італійський музичний критик та блогер Ніко Донвіто назвав альбом «одним з безперечних шедеврів Адріано Челентано» й сказав: «Ми можемо дискутувати з Адріано, та він і сам хотів би цього: але краса цього диску, який сьогодні відзначає своє двадцятиріччя, робить нас ще ностальгічнішими до музики, яку сьогодні було би дуже складно повторити. Пройшло стільки часу, Італія загубилася у стількох монологах і урядах, ставала ще корумпованішою, тож альбом про кохання (а Адріано чудово вміє говорити про любов своїм голосом) є, можливо, єдиним способом знову вдихнути це повітря надії та оптимізму, яке здається сьогодні втраченим».
Інший італійський музичний критик, Массіміліано Бенеджі, того ж 2019 року, також дав альбому високу оцінку: «На відстані двадцяти років "Я не вмію говорити про любов" є диском універсальної мови, який демонструє великий талант Челентано, який завжди ставав все досконалішим у роботі над новими записами. Можливо, саме цей диск зробив його легендою італійської поп-музики, після якого з'явилися менш переконливі твори, хоча й пов'язані з цим альбомом, який ми можемо спокійно зарахувати до великого класичного репертуару національної популярної музики [...] Ми можемо посперечатися з Адріано, він сам цього хоче: але краса того запису, якому сьогодні виповнюється 20 років, змушує нас ще більше відчувати ностальгію по музиці, яку сьогодні здається дуже важко відтворити. Минуло багато часу, Італія загубилася у безлічі монологів, урядів, стаючи все більш корумпованою: любовний альбом (Адріано прекрасно знає, що він вміє говорити про любов своїм голосом), можливо, єдиний спосіб повернутися, щоб дихати тією атмосферою надії і оптимізму, яка в протилежному випадку здавалася втраченою».

### Телебачення
Презентацією альбому послужило телешоу у 4 епізодах під назвою «Francamente me ne infischio» («Сказати по правді — мені начхати»), яке транслювалося на телеканалі Rai 1 в жовтні 1999 року. Протягом телешоу Адріано Челентано виконав 16 пісень, з них 5 пісень з нового альбому: «Gelosia», «L'emozione non ha voce», «L'arcobaleno», «Angel» і «Senza amore». Челентано, спільно з акторкою Франческою Нері, були ведучими телешоу, гостями якого були такі знаменитості, як Джанні Моранді, Лучано Ліґабуе, Девід Бові, Ману Чао, Компай Сегундо, гурт «Jamiroquai», Горан Брегович й багато інших. Крім музичної складової Челентано вставив і соціальну, демонструючи шокуючі відеокадри різних проблем недосконалості людства, наприклад: виконання смертної кари, жорстокості над тваринами, педофілії тощо. Таким чином, співак, відчуваючи себе не зовсім «затишно» на тлі лише схвальних відгуків щодо його альбому, хотів не тільки привернути увагу суспільства до цих проблем, але й викликати хоч-якусь критику на свою адресу.

### Сингли

Окладинка альбому «Io non so parlar d'amore» ззаду

У 1999 році в Італії вийшло п'ять синглів до альбому: «Gelosia», «L'Arcobaleno», «Senza Amore», «Le Pesche D'inverno» і «L'Emozione Non Ha Voce», що випускалися як на CD, так і на 7-дюймових LP. Хоча альбом «Io non so parlar d'amore» і очолив італійський чарт — немає жодних данних щодо потрапляння синглів з нього у «топ-100» італійського чарту. У 2009 році сингл «L'Emozione Non Ha Voce» отримав «платинову» сертифікацію від FIMI, тому що його продажі на той момент склали більше 2 мільйонів копій.

### Відеокліпи
Були зняті відеокліпи до таких пісень альбому, як: «L'emozione non ha voce» (містить нарізку кадрів з концерту Челентано у Мілані 1994 року і телепередачі «Francamente me ne infischio»), «Gelosia» (складається з відеонарізок з фільму «Безумство Джеппо», концертних та студійних виступів Челентано) й «L'arcobaleno» (з використанням яскравокольорової анімації).

## Список композицій
| #     | Назва                                            | Автор                            | Тривалість |
| ----- | ------------------------------------------------ | -------------------------------- | ---------- |
| 1.    | «Gelosia» (Ревнощі)                              | Джанні Белла, Могол              | 4:31       |
| 2.    | «L'emozione non ha voce» (Почуття не має голосу) | Джанні Белла, Могол              | 4:09       |
| 3.    | «L'arcobaleno» (Веселка)                         | Джанні Белла, Могол              | 3:32       |
| 4.    | «Una rosa pericolosa» (Небезпечна роза)          | Адріано Челентано, Могол         | 4:35       |
| 5.    | «Qual'è la direzione» (Який напрям)              | Джанні Белла, Могол              | 5:15       |
| 6.    | «Angel» (Янгол)                                  | Маттео Ді Франко                 | 5:09       |
| 7.    | «L'uomo di cartone» (Мямля)                      | Джанні Белла, Могол              | 4:27       |
| 8.    | «Le pesche d’inverno» (Зимові персики)           | Джанні Белла, Могол              | 3:50       |
| 9.    | «Senza amore» (Без кохання)                      | Карло Мадзоні                    | 5:00       |
| 10.   | «Il sospetto» (Підозра)                          | Фіо Дзанотті, Могол              | 4:34       |
| 11.   | «Mi domando» (Я питаю себе)                      | Джанні Белла, Могол              | 4:18       |
| 12.   | «Sarai uno straccio» (Ти будеш ганчіркою)        | Адріано Челентано, Марко Ваккаро | 5:39       |
| 55:02 |                                                  |                                  |            |

## Учасники запису
- Джанні Белла — композитор;
- Рікі Беллоні — бек-вокал;
- П'єтро Беніні — технік звукозапису;
- Альберто Бонарді — інженер;
- Адріано Челентано — продюсер, композитор, вокал;
- Чезаре К'йодо — бас-гітара;
- Емануела Кортезі — бек-вокал;
- Роберта Факкані — бек-вокал;
- Джулія Фасоліно — бек-вокал;
- Ніколо Фрагіле — програмування;
- Лелла Франча — бек-вокал;
- Мауріціо Маджі — інженер;
- Карло Мадзоні — композитор;
- Леле Мелотті — ударні;
- П'єро Мікелатті — бас-гітара;
- Могол — композитор;
- Клаудіо Поркареллі — фотограф;
- Сільвіо Поццолі — бек-вокал;
- Поль Роззете — бек-вокал;
- Майкл Томпсон — соло-гітара;
- Лучані Торані — технік звукозапису;
- Фіо Дзанотті — аранжування, композитор, піаніно, 
програмування, сінтезатор.

## Чарти

Оформлення компакт-диску «Io non so parlar d'amore» зсередини

| Класифікація (1999) | Позиція | Тиждень |
| ------------------- | ------- | ------- |
| Італія              | 1       | 35      |
| Європейський Союз   | 57      | ?       |
| Класифікація (2000) | Позиція | Тиждень |
| Італія              | 1       | 90      |
| Швейцарія           | 25      | 31      |
| Європейський Союз   | 74      | ?       |

## Видання

### Альбом
| Назва                    | Формат                | Лейбл                                     | Маркування         | Країна | Рік      |
| ------------------------ | --------------------- | ----------------------------------------- | ------------------ | ------ | -------- |
| Io Non So Parlar D'Amore | CD, Album, Sli        | Clan Celentano                            | CLN 13642          | Італія | 1999     |
| Io Non So Parlar D'Amore | CD, Album, Dig        | Clan Celentano, Clan Celentano            | CLN 20452, 4973682 | Європа | 1999     |
| Io Non So Parlar D'Amore | CD, Album, Unofficial | Clan Celentano                            | CEL-099            | Росія  | 1999     |
| Io Non So Parlar D'Amore | Cass, Album           | Clan Celentano                            | CLN 13644          | Італія | 1999     |
| Io Non So Parlar D'Amore | LP, Album, Pic, Ltd   | Clan Celentano                            | CLN 13641          | Італія | 1999     |
| Io Non So Parlar D'Amore | CD, Album, RE         | Sony BMG Music Entertainment              | 497368 0           | Росія  | 2002     |
| Io Non So Parlar D'Amore | CD, Album, RM         | Clan Celentano, Arnoldo Mondadori Editore | CLN 2076-CCC       | Італія | 2010     |
| Io Non So Parlar D'Amore | CD, Album, RM         | Clan Celentano                            | CLN 2045           | Європа | 2011     |
| Io Non So Parlar D'Amore | CD, Album             | Universal Music Russia                    | 4605026711426      | Росія  | 2012     |
| Io Non So Parlar D'Amore | CD, Album, RM, Dig    | Clan Celentano, Universal Music Group     | CLN 2045           | Росія  | 2012     |
| Io Non So Parlar D'Amore | LP, Pic, RE           | Clan Celentano                            | CLN 2045-1         | Італія | 2012     |
| Io Non So Parlar D'Amore | CD, Album, Unofficial | Clan Celentano                            | CLN 13642          | Росія  | невідомо |
| Io Non So Parlar D'Amore | CD, Album, Unofficial | Clan Celentano S.r.l.                     | STAC08003          | Росія  | невідомо |

### Сингли
| Назва                  | Формат | Лейбл          | Маркування    | Країна | Рік  |
| ---------------------- | ------ | -------------- | ------------- | ------ | ---- |
| Gelosia                | CD     | Clan Celentano | PFM 3792      | Італія | 1999 |
| L'Arcobaleno           | CD     | Clan Celentano | PFM 3952      | Італія | 1999 |
| Senza Amore            | CD     | Clan Celentano | PFM 3822      | Італія | 1999 |
| Le Pesche D'inverno    | CD     | Clan Celentano | SAMPCS 8623 1 | Італія | 1999 |
| L'Emozione Non Ha Voce | CD     | Clan Celentano | PFM 3942      | Італія | 1999 |